# Alberto Rojas

Wappen von Alberto Rojas (San Bernardino)

Wappen von Alberto Rojas als Weihbischof in Chicago

Alberto Rojas (* 5. Januar 1965 in El Zapote de la Labor) ist ein mexikanischer Geistlicher und römisch-katholischer Bischof von San Bernardino.

## Leben
Alberto Rojas empfing am 24. Mai 1997 die Priesterweihe für das Erzbistum Chicago.
Papst Benedikt XVI. ernannte ihn am 13. Juni 2011 zum Weihbischof in Chicago und Titularbischof von Marazanae. Der Erzbischof von Chicago, Francis Eugene Kardinal George OMI, spendete ihm am 10. August desselben Jahres die Bischofsweihe; Mitkonsekratoren waren Gustavo García-Siller MSpS, Erzbischof von San Antonio, und Józef Guzdek, Militärbischof der Polnischen Streitkräfte.
Am 2. Dezember 2019 ernannte ihn Papst Franziskus zum Koadjutorbischof von San Bernardino. Alberto Rojas wurde am 28. Dezember 2020 in Nachfolge von Gerald Richard Barnes, der aus Altersgründen zurücktrat, Bischof von San Bernardino.